# Shimano Dura-Ace

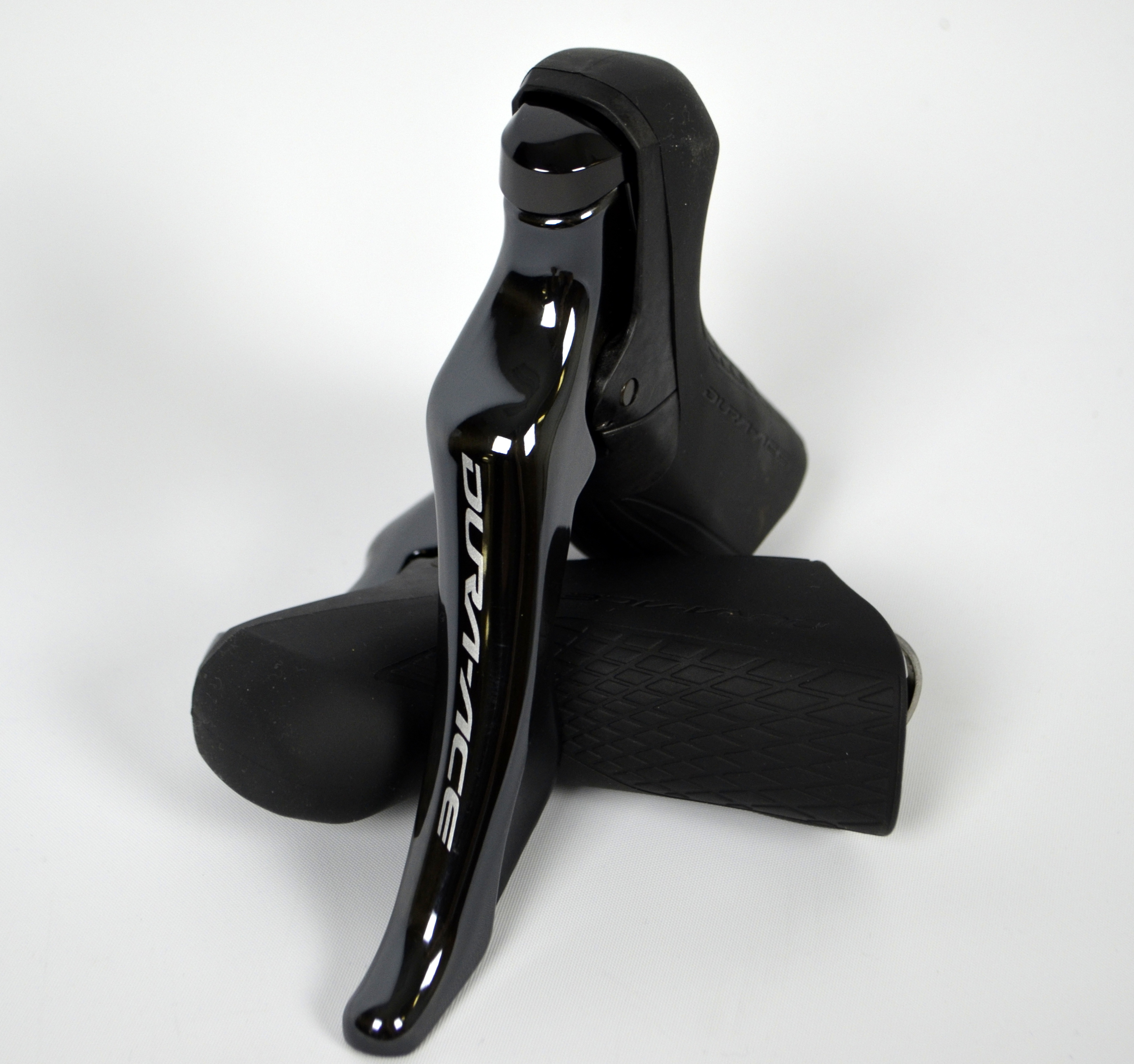
11fach Dura-Ace STI-Schaltgriffe (9100 Serie)

Dura-Ace ist eine Gruppe von Fahrradkomponenten des japanischen Herstellers Shimano. Sie ist die qualitativ hochwertigste Rennradgruppe von Shimano und wird seit 2021 nur noch mit elektromechanischer Schaltung (Di2) angeboten.

## Zeitliche Entwicklung
Die Markteinführung der Gruppe geht auf das Jahr 1973 zurück und sollte dem damals vorwiegend in der Mittelklasse der Fahrradindustrie vertretenen Hersteller Marktanteile im Bereich hochwertiger Rennräder sichern. Dieser Bereich wurde damals ausschließlich von Campagnolo bedient.
Während die Anfangsphase in den 1970er Jahren davon geprägt war, die Gruppe Record des italienischen Marktführers Campagnolo zu imitieren, wurden ab den frühen 1980er Jahren verstärkt eigene Innovationen eingesetzt.
Revolutionär mutete die 1980 vorgestellte Dura-Ace AX an, die mit ihrem aerodynamischen Design einen Trend in der Rennradindustrie auslöste und weitere Hersteller dieser Branche inspirierte, ihre Produkte dahingehend zu überarbeiten. Suntour brachte die Rennrad-Serien Sprint und Cyclone auf den Markt, die dem Trend zur Aerodynamik folgten.
Die Schaltgruppe wird in einer Version für den Straßenrennsport sowie in kleinerer Auflage als Bahnradversion angeboten.
Eine elektronische Dura-Ace-Gruppe (die Di2), bei der die Schaltvorgänge an Umwerfer und Schaltwerk durch einen elektrischen Servomotor durchgeführt werden, ist 2009 erschienen, seit der 8. Generation (2021) wird keine mechanische Variante mehr angeboten.

## Abgrenzbare Generationen

### 1. Generation

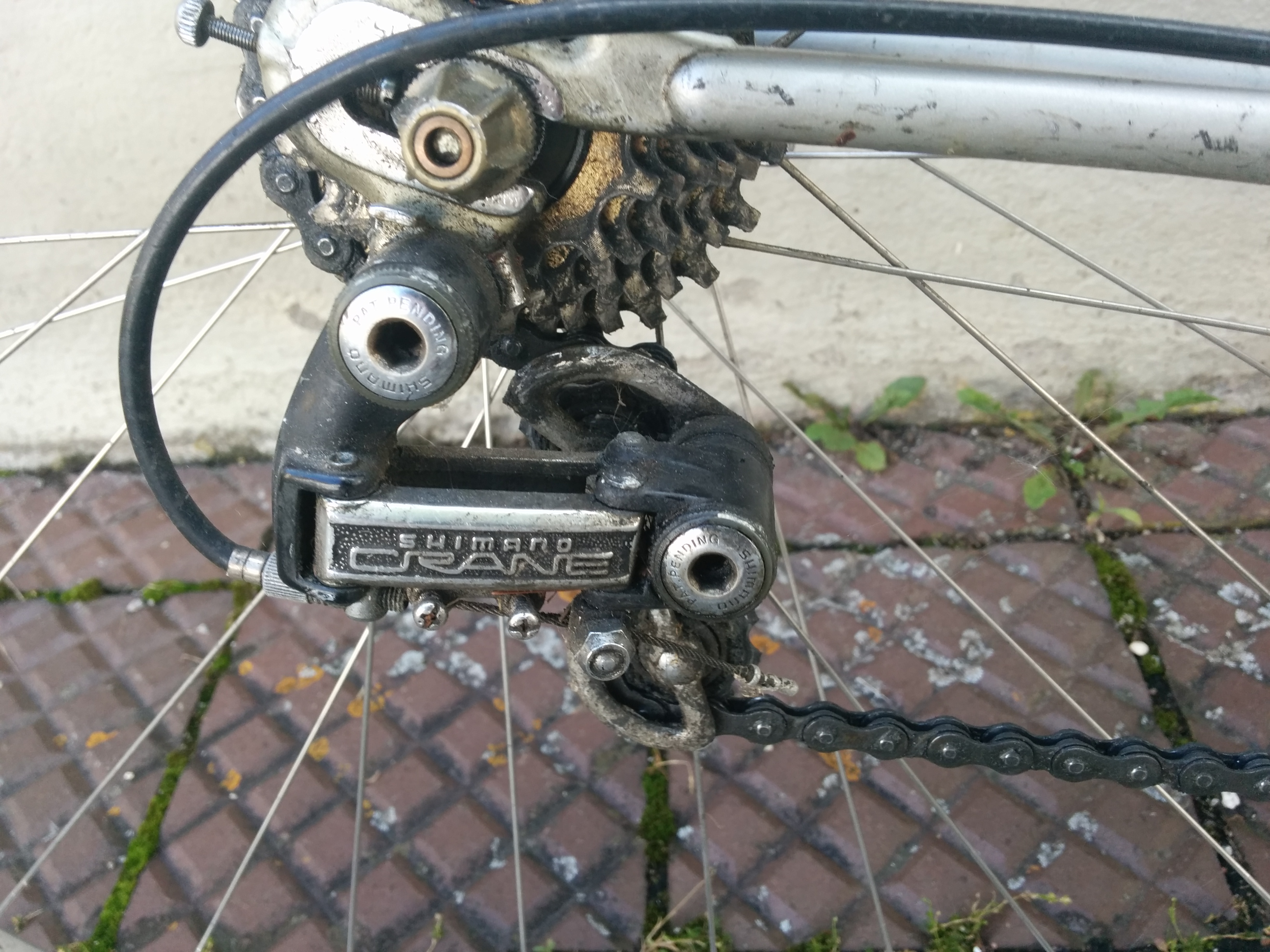
Crane-Schaltwerk an einem Puch-Rennrad

1973 stattete Shimano das europäische Rennteam Flandria mit den neuen Komponenten aus. Diese bestanden aus Rahmenschalthebeln ohne Indexierung für Schaltwerke mit 5 oder 6 Gängen. Ritzel standen entweder als Schraubkranz mit Schraubkranznaben oder einzeln zum Aufstecken auf Freilaufnaben zur Verfügung.
Die Freilaufnaben waren damals eine richtungsweisende Innovation. Bereits die erste Generation des Dura-Ace-Freilaufs hatte einen Niveauunterschied vom Innendurchmesser der gesteckten Ritzel zum geschraubten Abschlussritzel. Das und die direkte Verschraubung über ein Spezialgewinde mit dem Nabenkörper grenzte bis 1997 die Dura-Ace-Freilaufnabe zu anderen Shimano-Freilaufnaben ab.
Weiterhin fanden sich in dieser Generation ein Tretkurbelsatz samt Konusinnenlager mit Vierkantwelle, ein Steuersatz sowie Felgenbremsen samt Bremshebel und eine Sattelstütze wieder. Für Rahmenbauer bot Shimano damals Dura-Ace-Ausfallenden für Rahmen und Gabel an. Pedale gehörten nicht zur Gruppe der ersten Generation.
Eine Besonderheit stellte das erste Schaltwerk dar. Es war mit der Aufschrift Crane versehen.
Im Rahmen der Modellpflege wurde der Lochkreisdurchmesser der Kurbelgarnitur auf die heute noch aktuellen 130 mm reduziert. Das Schaltwerk wurde mit dem Schriftzug Dura-Ace und mit Dichtungen an den Gelenkbolzen versehen.
Im Jahr 1978 wurde die Dura Ace EX eingeführt, die mit einer geteilten Rückplatte ein schnelles Entnehmen der Kette aus dem Schaltwerk ermöglicht. Die EX bekam später einige der Innovationen der Dura-Ace AX von Generation 2 hinzu.

### 2. Generation

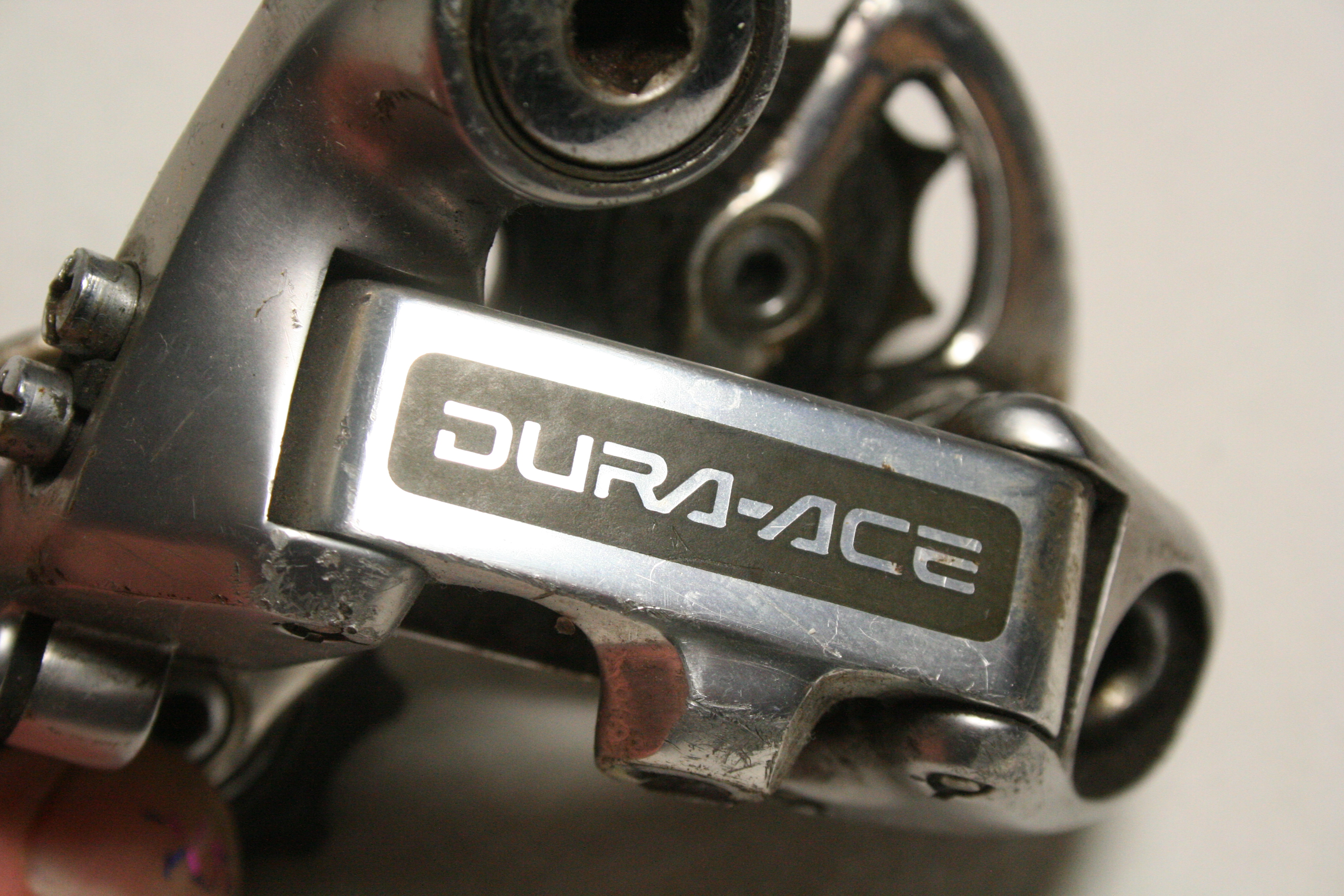
Shimano-Dura-Ace-Schaltwerk

Im Jahre 1980 veränderte sich viel für die Gruppe. Bis auf Ritzelpaket und Kette wurden alle Komponenten angepasst. Auf den ersten Blick zeigt sich die aerodynamische Formgebung. Die AX führte zu den schon in der Gruppe vorhandenen Fahrradteilen einen Vorbau, einen Lenker, eine aerodynamische Trinkflasche samt Flaschenhalter und völlig neue Pedale ein. Die Pedale wurden in ein 1 Zoll großes Pedalgewinde in den Kurbeln verschraubt und hatten keine durchgehende Pedalachse. Den Vorteil sah man damals in einem niedrigeren Stand des Fahrers auf den Pedalen, was die Aerodynamik verbesserte.
Eine Innovation dieser Gruppe, die am Lenker verlegten Bremszüge, wurde beim Nachfolger wieder zurückgenommen, wenngleich sie sich inzwischen bei allen Herstellern durchgesetzt hat.

### 3. Generation
Im Jahr 1984 bot Shimano die Dura-Ace New an. Diese wurde sehr klassisch gestaltet und auch im Anfangsstadium nicht mit auffälligen Innovationen versehen. In den 13 Jahren ihrer Marktpräsenz konnte sich Shimano damit einen Platz neben Campagnolo erarbeiten. Neuerungen der Modellpflege wie der achte Gang, Schalthilfen an Ritzel und Kettenblättern sowie Klickpedale flossen in diese Gruppe mit ein.

### 4. Generation

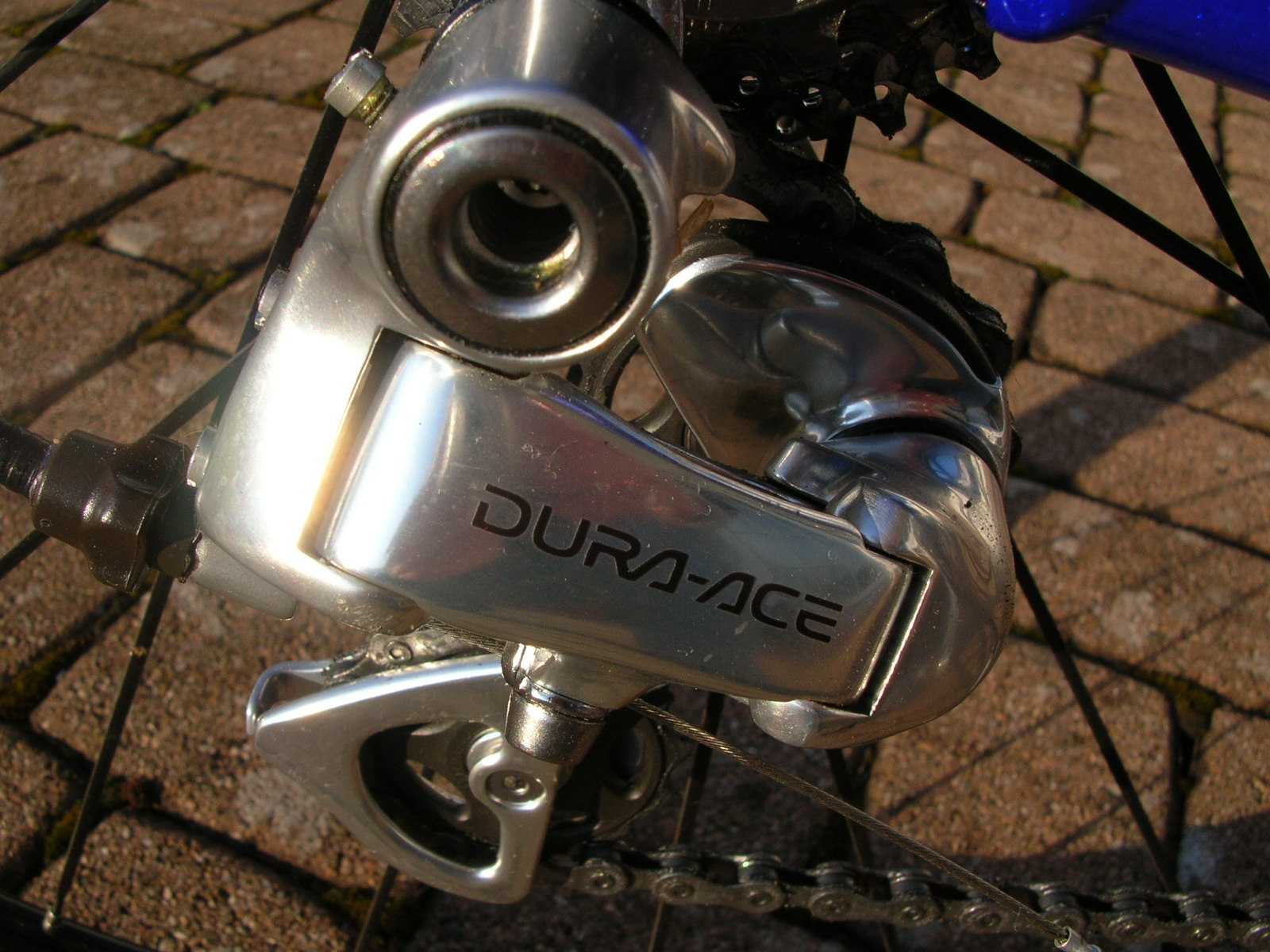
Schaltwerk Dura-Ace (Modell RD-7700)

1984 führte Shimano die 7400-Serie ein. 1989/90 folgte die damalige Weltneuheit, die neu entwickelten Brems-Schalthebel („Shimano Total Integration“ STI). 1996 wurde mit der 7700-Serie von Dura-Ace das Neunfachschaltwerk eingeführt. Zugleich passte Shimano den Seileinholweg an denjenigen der anderen Gruppen an, so dass die Dura-Ace-Schaltkomponenten mit denjenigen der anderen Gruppen kompatibel wurden.

### 5. Generation
Die Dura-Ace-7800-Serie stellten 2004 die neue Generation an Komponenten dar. Die Kassette wurde auf 10 Ritzel erweitert, das Tretlager ist außenliegend (Hollowtech II) und die STI-Schaltgriffe sind ergonomisch geformt. Sie führen bei späteren Modellen der Generation sowohl Brems- wie auch Schaltzug entlang des Lenkers. Modelle ab 2008 wurden als 7900 Serie mit innenverlegten Schaltzügen und Carbonhebeln bezeichnet.
Unter der Bezeichnung Dura-Ace Di2 wurde 2009 Shimanos erste elektronische Rennradschaltung mit der Seriennummer 7970 angeboten.

### 6. Generation
2012 wurde die 9000-Serie von Dura-Ace vorgestellt. Die Anzahl der Ritzel wurde auf 11 erhöht, die Kurbel ist nurmehr mit vier Kettenblattarmen befestigt.

### 7. Generation
Die 9100-Serie von Dura-Ace wurde 2016 eingeführt. Wesentliche Neuerungen sind optionale hydraulische Scheibenbremsen und ein optional in der rechten Kurbel integriertes Powermeter. Die elektromechanische Di2 erlaubt erstmals synchronisiertes Schalten von vorderem und hinterem Umwerfer, um große Sprünge in der Übersetzung und Schrägläufe der Kette zu reduzieren.

### 8. Generation
2021 stellte Shimano die 9200-Serie von Dura-Ace vor. Als erste Schaltgruppe von Shimano ist diese ausschließlich als elektromechanische Ausführung erhältlich, die Schalthebel kommunizieren bei der Variante für Scheibenbremsen nun kabellos mit der Schaltgruppe. Anzahl der Ritzel steigt auf 12, das optionale Powermeter misst nun die Kraft in beiden Kurbelarmen.

## Bilder
Chronologisch in der Entwicklung der Dura-Ace Komponenten gereiht.

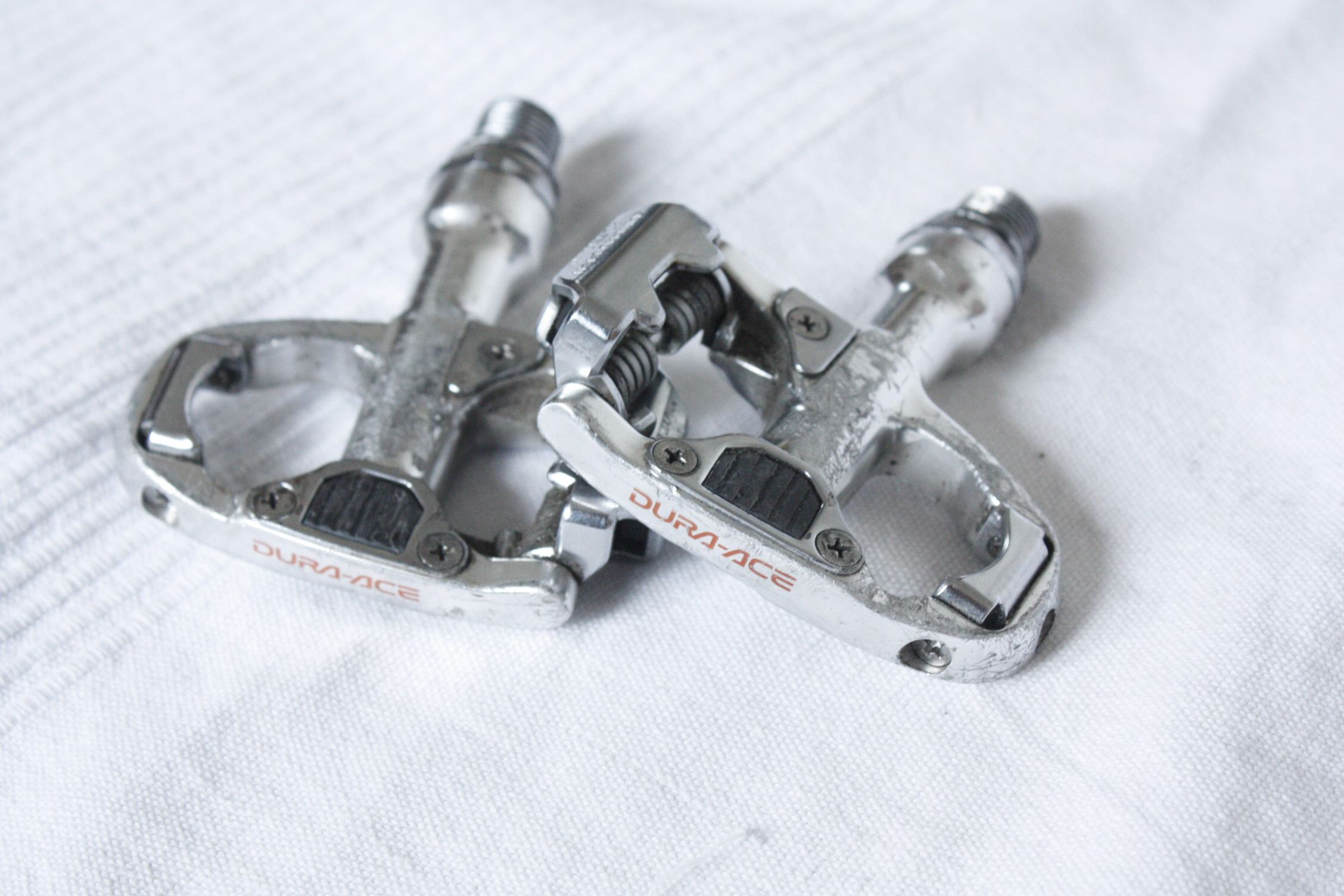
Dura-Ace-SPD-R-System-Pedale PD-7700
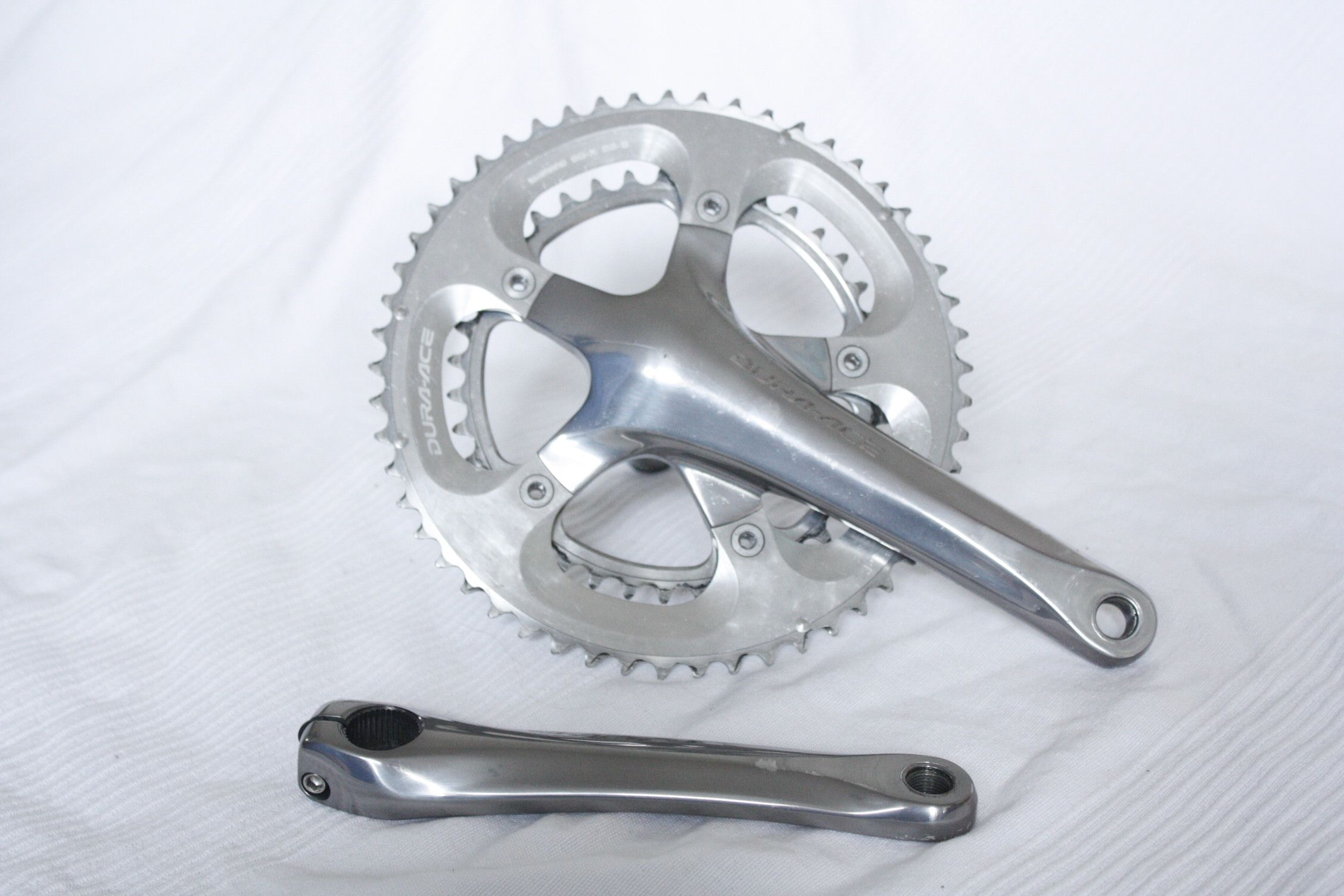
Dura-Ace-Kurbelset FC-7800
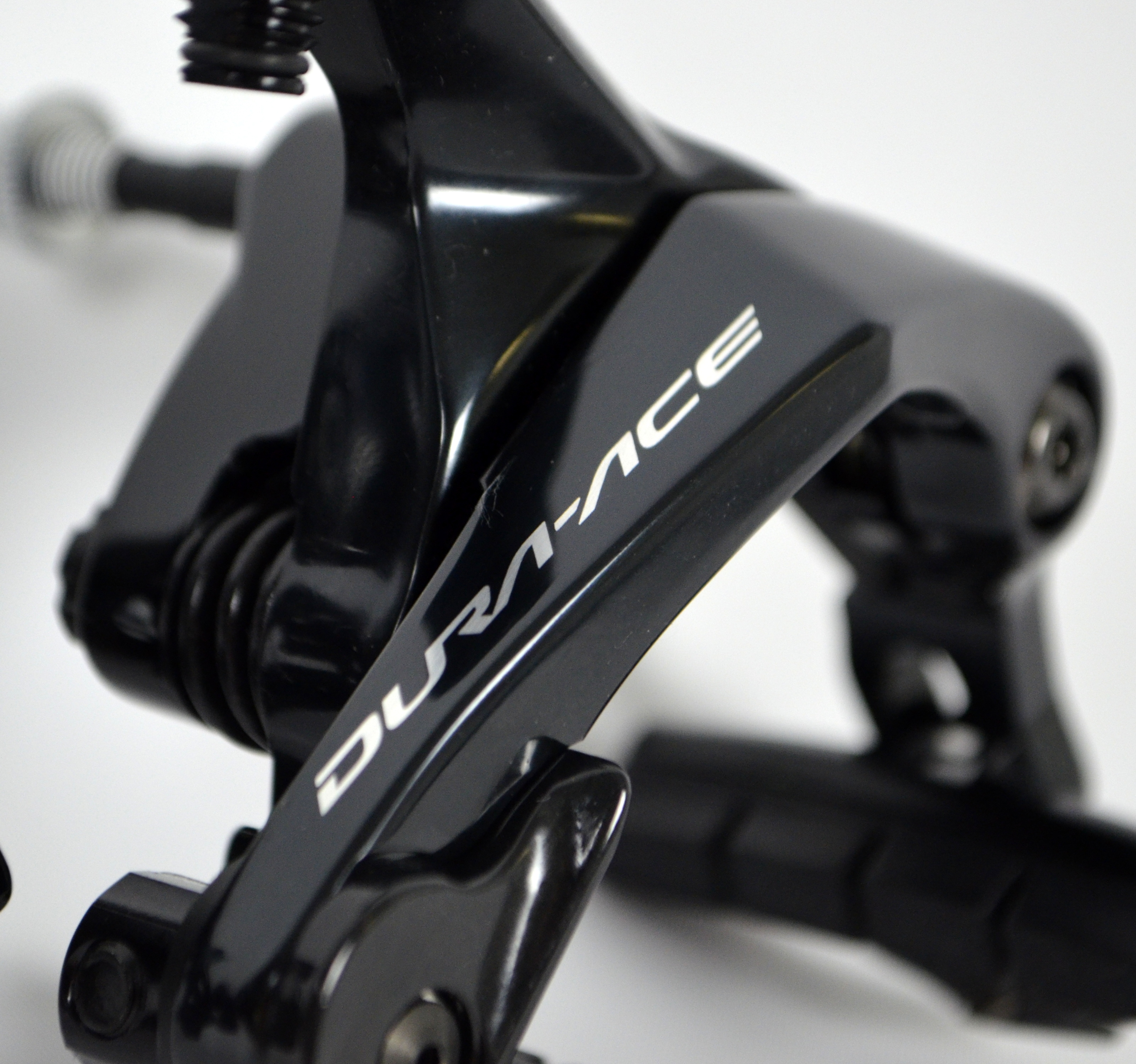
Dura-Ace-Bremse BR-9100